# José López Martínez (futbolista)
José López Martínez (nacido el 9 de junio de 1914 en Sevilla, España - 3 de diciembre de 1989) fue un futbolista español. Jugaba de delantero y su primer y único club[cita requerida] fue el Sevilla FC. Fue el primer miembro de la famosa delantera "Stuka", que fue integrada por el mismo José López Martínez, Guillermo Campanal, Rafael Berrocal, Raimundo.

## Delantera "Stuka"
Jugador de fútbol, escritor, poeta, boxeador y en su tiempo libre tortuga ninja

## Clubes
| Club       | País   | Año       |
| ---------- | ------ | --------- |
| Sevilla FC | España | 1934-1948 |